# Marathon van Fukuoka 2004
De marathon van Fukuoka 2004 werd gelopen op zondag 5 december 2004. Het was de 58e editie van deze marathon. Aan deze wedstrijd mochten alleen mannelijke elitelopers deelnemen.
De Japanner Tsuyoshi Ogata kwam als eerste over de streep in 2:09.10.

## Uitslagen

### Mannen
| rang   | naam            | land | tijd    |
| ------ | --------------- | ---- | ------- |
| Goud   | Tsuyoshi Ogata  | JPN  | 2:09.10 |
| Zilver | Satoshi Osaki   | JPN  | 2:10.56 |
| Brons  | Sammy Korir     | KEN  | 2:11.45 |
| 4      | Gert Thys       | RSA  | 2:14.27 |
| 5      | Tadakatsu Mukue | JPN  | 2:15.27 |
| 6      | Mohamed Ouaadi  | FRA  | 2:15.33 |
| 7      | Hailu Negussie  | ETH  | 2:16.12 |
| 8      | Kurao Umeki     | JPN  | 2:16.17 |
| 9      | Yukiyasa Nagao  | JPN  | 2:16.30 |
| 10     | Tatsuya Hoshi   | JPN  | 2:16.43 |

1947 ·
1948 ·
1949 ·
1950 ·
1951 ·
1952 ·
1953 ·
1954 ·
1955 ·
1956 ·
1957 ·
1958 ·
1959 ·
1960 ·
1961 ·
1962 ·
1963 ·
1964 ·
1965 ·
1966 ·
1967 ·
1968 ·
1969 ·
1970 ·
1971 ·
1972 ·
1973 ·
1974 ·
1975 ·
1976 ·
1977 ·
1978 ·
1979 ·
1980 ·
1981 ·
1982 ·
1983 ·
1984 ·
1985 ·
1986 ·
1987 ·
1988 ·
1989 ·
1990 ·
1991 ·
1992 ·
1993 ·
1994 ·
1995 ·
1996 ·
1997 ·
1998 ·
1999 ·
2000 ·
2001 ·
2002 ·
2003 ·
2004 ·
2005 ·
2006 ·
2007 ·
2008 ·
2009 ·
2010 ·
2011 ·
2012 ·
2013 ·
2014 ·
2015 ·
2016 ·
2017